# Talavera (geslacht)
Talavera is een geslacht van spinnen uit de familie springspinnen (Salticidae).

## Soorten
De volgende soorten zijn bij het geslacht ingedeeld:
- Talavera aequipes (O. P.-Cambridge, 1871)
  - Talavera aequipes ludio (Simon, 1871)
- Talavera aperta (Miller, 1971)
- Talavera esyunini Logunov, 1992
- Talavera ikedai Logunov & Kronestedt, 2003
- Talavera inopinata Wunderlich, 1993
- Talavera krocha Logunov & Kronestedt, 2003
- Talavera milleri (Brignoli, 1983)
- Talavera minuta (Banks, 1895)
- Talavera monticola (Kulczyński, 1884)
- Talavera parvistyla Logunov & Kronestedt, 2003
- Talavera petrensis (C. L. Koch, 1837)
- Talavera sharlaa Logunov & Kronestedt, 2003
- Talavera thorelli (Kulczyński, 1891)
- Talavera trivittata (Schenkel, 1963)
- Talavera tuvensis Logunov & Kronestedt, 2003